# Jimi Solanke
Jimi Solanke (Lagos, 4 de julio de 1942-5 de febrero de 2024) fue un actor, dramaturgo, cantante y poeta nigeriano.

## Biografía
Solanke nació en el Estado de Lagos y estudió artes dramáticas en la Universidad de Ibadán. Tras graduarse se trasladó a los Estados Unidos donde creó un grupo artístico llamado The Africa Review, enfocado en la cultura del continente negro. Se estableció en Los Ángeles, donde desarrolló una reputación como cuentero.
En 1986 regresó a Nigeria con tres miembros de su grupo para trabajar con la Autoridad Nigeriana de Televisión. Su reputación le valió la oportunidad de protagonizar varias películas del destacado cineasta Ola Balogun.